# Anders Törnkvist
Anders Lennart Törnkvist (* 4. März 1920 in Mora; † 21. Januar 1986 ebenda) war ein schwedischer Skilangläufer.
Törnkvist, der für den IFK Mora startete, errang bei den Olympischen Winterspielen 1948 in St. Moritz den fünften Platz über 50 km. Im folgenden Jahr kam er bei den Svenska Skidspelen auf den dritten Platz über 50 km. Bei den Nordischen Skiweltmeisterschaften 1950 in Lake Placid belegte er den vierten Platz über 50 km und gewann im März 1950 beim Holmenkollen Skifestival den 50-km-Lauf. Bei den Olympischen Winterspielen 1952 in Oslo lief er auf den zehnten Platz über 50 km. Bei schwedischen Meisterschaften siegte er 1952 über 50 km und 1945 und 1950 mit der Staffel von IFK Mora. Beim Wasalauf wurde er dreimal Dritter (1944, 1945, 1951) und viermal Zweiter (1947, 1948, 1949 und 1954).